# Juneteenth
Juneteenth (teleskopord för June nineteenth, ”nittonde juni”) är en helgdag i USA, ursprungligen en minnesdag för frigivandet av de sista slavarna i Texas, och som utvidgats till en minnesdag för slaveriets upphörande i hela USA.
Texas var första delstat att fira dagen som helgdag 1980. 2008 var dagen helgdag i hälften av USA:s delstater. I juni 2021 blev dagen en federal helgdag.

## Bakgrund

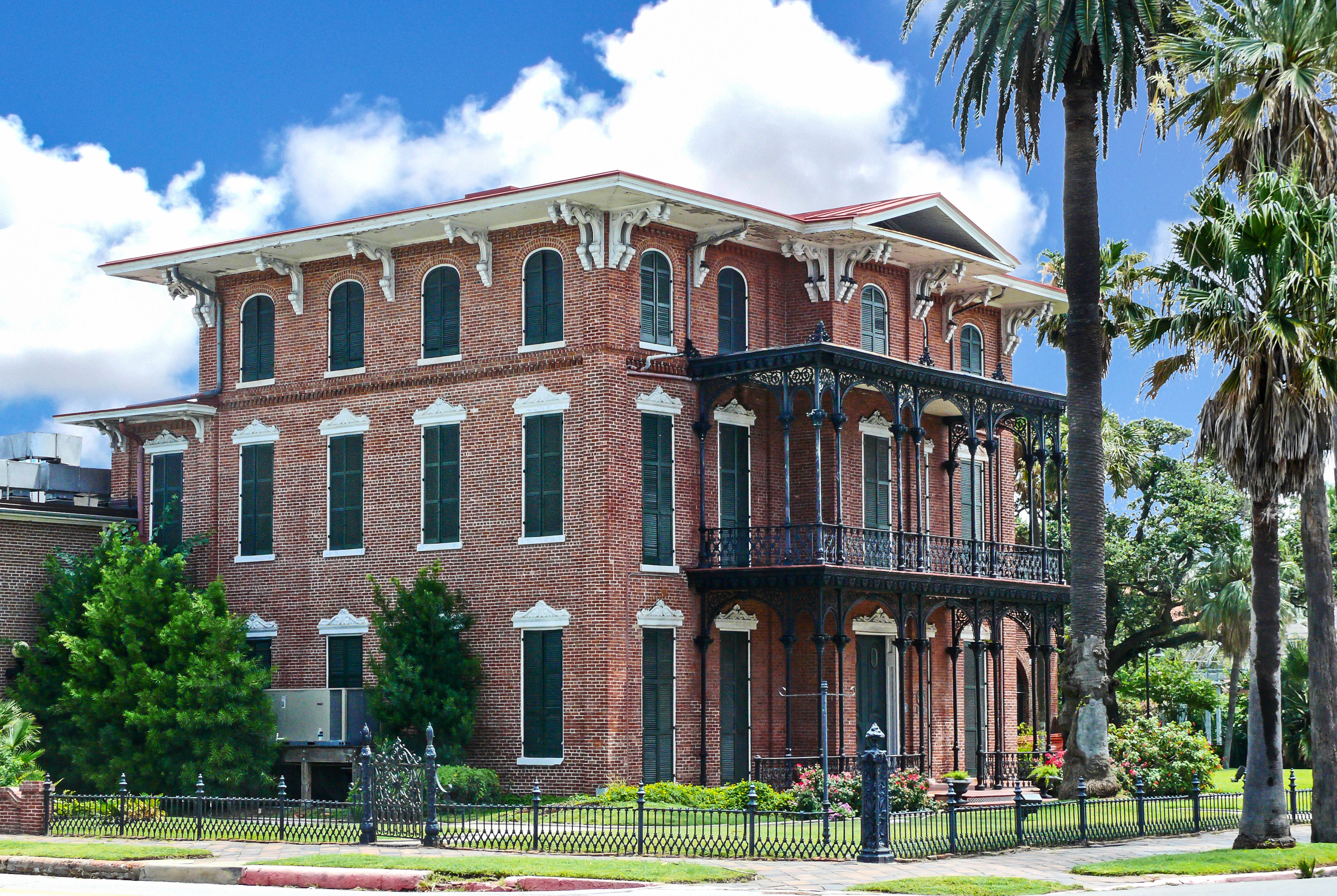
Ashton Villas balkong från vilken generalen Gordon Granger, som intog staden Galveston den 19 juni 1865, läste upp ordern att alla slavar skulle friges.

Under amerikanska inbördeskriget (1861–1865) kungjorde president Abraham Lincoln Emancipationsproklamationen, enligt vilken alla slavar i de konfedererade stater, sydstater, som ännu inte hamnat under den federala regeringens kontroll, förklarades fria från och med 1 januari 1863. Det var dock inte förrän efter sydstaternas kapitulation 1865 som alla slavar där faktiskt blev fria, efter hand som nordstaternas sida tog kontroll över området. I Texas-staden Galveston skedde detta den 19 juni 1865 och det är därifrån minnesdagen så småningom utvidgats till övriga delar av landet.
Slaveriet avskaffades, utom för "dömda brottslingar", enligt lag i hela USA genom det trettonde tillägget (13th amendment) till konstitutionen, för vilket beslut togs av USA:s kongress 31 januari 1865 och som slutligen ratificerades av tillräckligt antal delstater den 6 december 1865 för att träda i kraft.